# Ardisia koupensis
Ardisia koupensis är en viveväxtart som beskrevs av A. Taton. Ardisia koupensis ingår i släktet Ardisia och familjen viveväxter. Inga underarter finns listade i Catalogue of Life.